# Santa Bernadette Soubirous (título cardinalício)
Santa Bernadette Soubirous (em latim: Titulus Sanctae Bernardae Soubirous) é um título cardinalício instituído em 30 de setembro de 2023 pelo Papa Francisco.

## Titulares protetores
- Ángel Sixto Rossi, S.J. (desde 2023)